# Ledecorina
La ledecorina es un alcaloide aislado de las plantas Corydalis ledebouriana y Fumaria vaillantii (Fumariaceae). [α]D = -112( c, 0.42 en MeOH)

## Derivados
O-Metil-ledecorina (Marshalina). CAS: 68676-57-3. Alcaloide encontrado en Corydalis marshalliana (Fumariaceae). PF = 134.5 °C
[α]D = -105( c, 0.2 in CHCl3)

## Síntesis
Murugesan la sintétizó por primera vez en 1980